# ما مردم (سیستم دادخواست)
ما مردم (به انگلیسی: We People) قسمتی از وبسابت دولت آمریکا است که در سپتامبر ۲۰۱۱ راه‌اندازی شده‌است. همهٔ افراد می‌توانند درخواستی را از دولت آمریکا مطرح کنند و اگر میزان امضاها پای درخواست فراتر از حد خاصی برود دولت موظف است به درخواست مورد نظر توجه کند. تیم طراحی این وبسایت اخیراً کد این وبسایت را به صورت آزاد روی گیت هاب منتشر کرده‌اند.

## فرایند درخواست
کاربرانی که مایل به ایجاد یک دادخواست هستند موظفند یک حساب کاربری Whitehouse.gov را به صورت رایگان ثبت کنند. برای امضای یک دادخواست، کاربران فقط باید نام و آدرس ایمیل خود را تهیه کنند، و از طریق پیوندی که باید برای تأیید امضای خود کلیک کنند، ایمیلی دریافت می‌کنند. برای امضای یک دادخواست لازم نیست یک حساب Whitehouse.gov داشته باشید.

## آستانه بررسی
طبق قوانین دولت اوباما، طبق گفته تام کوکران، مدیر سابق فناوری دیجیتال، طوماری باید ظرف ۳۰ روز به ۱۵۰ امضا (عدد دانبار) برسد تا در WhiteHouse.gov قابل جستجو باشد. برای دریافت پاسخ رسمی باید طی ۳۰ روز به ۱۰۰٬۰۰۰ امضا برسد. در آستانه اول سپتامبر ۲۰۱۱، آستانه اصلی در ۵٬۰۰۰ امضا تنظیم شد، در ۳ اکتبر ۲۰۱۱، به ۲۵٬۰۰۰ افزایش یافت و تا ۱۵ ژانویه ۲۰۱۳ مجدداً به ۱۰۰٬۰۰۰ افزایش یافت. کاخ سفید معمولاً وقتی یک دادخواست مربوط به تحقیقات در حال انجام است، کاملاً اظهار نظر نمی‌کند.

## در دولت ترامپ
دل کامرون برای روزنامه دیلی دات در روز آغاز کار ترامپ نوشت، «معلوم نیست که مشاوران ترامپ سنت پاسخگویی عمومی به درخواست‌های مردم آمریکا را ادامه خواهند داد یا خیر». در همان روز تمام درخواست‌های در حال انجام در سایت «ما مردم» بایگانی شد (یعنی غیرفعال شده‌است). طومارهای جدید ایجاد شد، اما تنها دو طومار - هر دو در روز تحلیف - در آستانه ۱۰۰٬۰۰۰ امضا در هفته اول دولت ترامپ افزایش یافتند، در حالی که به نظر می‌رسید سایر طومارهایی که بعداً ایجاد شده‌اند به هیچ وجه امضاها را حساب نمی‌کنند. بعداً وب سایت برای شمارش امضاها ثابت شد اما دولت ترامپ تا مارس ۲۰۱۸ به هیچ‌یک از درخواست‌ها پاسخ نداد.

## درخواست‌های معروف

### ستاره مرگ
در نوامبر ۲۰۱۲، طوماری ایجاد شد که از دولت خواستار ایجاد ستاره مرگ به عنوان یک محرک اقتصادی شد و اقدامات اشتغال‌زایی بیش از ۲۵۰۰۰ امضا به دست آورد، تعداد کافی برای واکنش رسمی. پاسخ رسمی که در ژانویه ۲۰۱۳ منتشر شد خاطرنشان کرد: هزینه ساخت یک ستاره مرگ واقعی ۸۵۲ کوادریلیون دلار خواهد بود و با نرخ‌های فعلی تولید فولاد برآورد شده‌است برای بیش از ۸۳۳٬۰۰۰ سال آماده نخواهد بود. در این پاسخ همچنین آمده‌است که «دولت از منفجر کردن سیارات پشتیبانی نمی‌کند».

### تیراندازی در نیوتن
در پی تیراندازی دبستان سندی هوک در ۱۴ دسامبر ۲۰۱۲، طوماری برای اقدامات جدید کنترل اسلحه در طی ۲۴ ساعت به ۱۰۰٬۰۰۰ امضا رسید.